# 地球星艦企業號

艦徽

地球星艦企業號，船籍編號NX-01（英語：Enterprise (NX-01)），是科幻电视剧《星际旅行：进取号》中虛構的太空航行器，為NX级星舰的第一艘。它由乔纳森·阿彻上校指挥。是《星际旅行》中第一艘以“进取号”为名的主角星舰。

## 虚构历史
於2151年服役的企業號（NX-01）是第一艘NX級星艦，也是星際艦隊的第一艘理论最高速度为曲速5.2级的長程探索艦，其速度远超过同时代的其他人类舰船。
阿彻上校與蘇利班人、索利安人、克林貢人及羅慕倫人進行了第一次接觸，雖然其中鮮少是和平進程。进取号让尚未繪製星圖的空间知道了地球的存在，并促成了安多利亞人與瓦肯人的結盟——原先兩族已在征戰邊緣徘徊多年。
2153年至2154年间，企業號是保衛地球免受危險外星種族新地人威胁的关键一员。在該次任務中，企業號受到了严重损坏，船員死傷惨重。在完成任务准备返航地球之时，却被一条意料外的通道带到了平行时间线的1944年：在此版本的时间线中，納粹德國佔領美國的東部；儘管企業號於該次任務中並無着陸，但它降至距離地面數十米的位置，以协助恢复时间线。其后，进取号順利返回地球。

## 技术
NX-01使用了的凤凰号中首次采用的双引擎舱设计。
NX-01最初的武器装备只有等离子炮与氚核魚雷，并由电磁极化船甲保护。在後期，企業號安装上了更有威力的武器，等离子炮被三门最大能量释放为500GJ的相位砲取代，氚核魚雷被光子魚雷取代。這些新武器系统在當時仍处於實驗階段。与往后的企業號不同的是，NX-01沒有裝備防御能量護盾（在当时，能量護盾还在研究阶段）不过，进取号通过電磁極化的方式将防御能量加在了钍瑞铌（duranium）的船殼上。星舰的碟部前段装备了偏导仪，让星舰远离太空尘埃及其他杂质，以避免在高速飞行的时候星舰受到损坏。
进取号装载有两艘穿梭机，并被试验性地命名为穿梭机一号与穿梭机二号。它还装备一台可传送生物的传送器；不过，在任务的前两年它都只被保守且有限地使用，因为船员们惧怕其潜在的危险。在结束了神域的任务后，传送器的使用才开始扩大化。

## 后来的发展
根据“幸运之歌”一集可知，在NX-01之后，另外三艘NX级星舰于2151年被列入预算。第二艘曲速5级的星舰哥伦比亚号 (NX-02)于2154年11月首航，并由埃丽卡·埃尔南德斯（Erika Hernandez）上校指挥（最初打算由A·G·鲁滨逊指挥这艘星舰，但他在一次登山事故中丧生），并曾协助遭克林贡人破坏的NX-01脱离困境。
在《星际旅行：进取号》结束后，以及在星际联邦筹备成立的的那段时期，曲速7级星舰的产生导致NX级的落后，在2161年联邦宪章签订后不久，进取号便退役了。进取号退役的原因未知，而它的姐妹船哥伦比亚号，即第二艘NX星舰是否于同时退役亦未知。

## 曲速5级极限
进取号不能长时间地维持最高曲速5级的速度，通常它的航行速度会保持在曲速4.5级以下。星舰第一次达到曲速5级的剧情出现在第一季的“英雄末路”一集。在第四季的“巴别一号星”中，由于新装注射器的缘故，进取号首次以超过曲速5级的速度航行，并达到曲速5.06级；在“苦恼”一集中，它的最高速度已达曲速5.2级。

## 平行时间线
在第三季的一集“模糊”中，进取号在阻止新地人（Xindi）建造超级武器的任务中失败，地球及其所有的殖民地被毁灭，星际舰队在一场绝望而无助的战争中保护人类。幸存者们坚守着最后一个据点鲸鱼座阿尔法V星，并由三艘剩余的星际舰队星舰守护：进取号、无畏号与悉尼号。进取号几乎在这里失去的所有的船员。不过，在该集的最后，此时间线被抹除。
另一个时间线出现在“²”中，进取号被一处异像卷入，并被扔到了上个世纪的2037年。由于无法返回地球，船员们只得在星舰上生儿育女，这艘星舰最后在特珀与查尔斯·塔克三世的儿子洛里安（Lorian）指挥下被毁。不过，洛里安成功阻止了NX-01再次被拖到过去。

## 镜像宇宙
镜像宇宙版本的NX-01，称作“帝国星舰进取号”（ISS Enterprise），出现在第四季的两连续集“黑暗的镜面”中。此版本的星舰有着不同的条纹，比如碟部背面的黄色条纹；但它还是被标为NX-01，并在2155年由镜像的查尔斯·塔克三世安装上了从苏利班人那里获得的隐形装置。在速度上，此版本的进取号的速度是否高过原版NX-01的速度在剧中无法得知，尽管从对话中得知其最大速度低于曲速7级。由于镜像宇宙更多的敌对势力，此艘进取号装备更好的武器，甚至还配备有牵引光束。
帝国星舰进取号由镜像的马克西米利安·福里斯特（Maximilian Forrest）上校指挥，直到镜像的乔纳森·阿彻中校发动了一场兵变，并夺取了星舰的指挥权。福里斯特在镜像特珀的协助下，迅速收回了进取号的控制权，但又立即被索利安人摧毁，并稍带上了大部分的船员。剩下的幸存者驾驶逃生舱逃脱了索利安人的攻击。

## 在电脑游戏中的出现
至今（2025年）为止，总共有两款电脑游戏中出现了进取号（NX-01）的身影：可在个人计算机与Xbox 360上运行的《星际旅行：遗产》（Star Trek Legacy），以及PlayStation 2的太空射击游戏（shoot 'em up）《星际旅行：遭遇战》（Star Trek: Encounters）。

## 高级官员
- 舰长－乔纳森·阿彻上校
- 大副／科学官－特珀少校
- 轮机长－查尔斯·塔克三世中校／Kelby中校
- 总医官－法洛克斯医生
- 战术官－马尔科姆·里德上尉
- 舵手－特拉维斯·梅威瑟少尉
- 通讯官－佐藤星少尉
- 陆军指挥官－梅杰·海斯（2153－2154）